# Giorno dei Martiri
Il Giorno dei Martiri è una festività civile panamense che commemora le vittime negli scontri durante le proteste del 9 gennaio 1964 per la sovranità del paese nella zona del Canale.
Gli scontri iniziarono quando una bandiera panamense fu strappata da militari statunitensi, durante le proteste degli studenti panamensi per il diritto di issare la loro bandiera insieme a quella degli Stati Uniti d'America.
L'esercito americano cercò infatti di sedare gli scontri dopo che la polizia venne sopraffatta; dopo tre giorni di combattimento 21 o 22 panamensi e 4 soldati statunitensi risultarono uccisi. L'incidente influenzò la decisione degli Stati Uniti di trasferire il controllo del canale a Panama con i Trattati Torrijos-Carter (1977).

## Retrospettiva
Le tensioni tra i panamensi e gli americani che abitavano nella zona del canale erano aumentate nel corso degli anni sessanta. Lo scontro di identità e orgoglio nazionale fu simboleggiato da un dibattito tra gli americani e chi esponeva la bandiera panamense e le istituzioni pubbliche che si trovavano nella zona del canale. "Nel 1960, dopo una serie di scontri a Panama, il Presidente Eisenhower disse che la bandiera avrebbe dovuto sventolare fianco a fianco con le Stelle e strisce degli Stati Uniti sugli edifici intorno al canale."
Altre fonti sottolinearono che fu effettivamente di Kennedy la decisione di esporre la bandiera panamense con la bandiera degli Stati Uniti in tutto il territorio del canale. Tuttavia, questa decisione non era stata attuata al momento dell'assassinio di Kennedy, nel novembre 1963.